# Yangon (stad)
Yangon (Birmaans: ရန်ကုန်; MLCTS: rankun mrui; uitgesproken als [jàɴɡòʊɴ mjo̰]; tot 1989 bekend als Rangoon) is de grootste stad van Myanmar (het vroegere Birma) en was tot 7 november 2005 de hoofdstad van dat land. De stad had in 1983 2.458.712 inwoners. In 2005 werd het aantal inwoners op 4.082.000 inwoners geschat en in 2013 lag dit aantal op 5.209.541. De stad ligt aan de Yangonrivier, vlak bij de kust van de Golf van Martaban. Belangrijke handelsproducten zijn: rijst, teakhout, olie, katoen en metaalertsen. In de stad zijn er rijstmolens, zaagmolens, olieraffinaderijen en staal-, ijzer- en kopersmelterijen.

## Etymologie
Yangon (ရန်ကုန်) is een combinatie van de woorden yan (ရန်) en koun (ကုန်), die respectievelijk "vijanden" en "opraken" betekenen. Het kan ook vertaald worden als "einde van de strijd". "Rangoon" komt hoogstwaarschijnlijk van de Britse imitatie van de uitspraak van "Yangon" in het Arakanese dialect, als [rɔ̀ɴɡʊ́ɴ].

## Geschiedenis

### Vroege geschiedenis
Yangon werd in het begin van de 11e eeuw (tussen 1028 en 1043) gesticht als Dangon door de Mon. In die tijd was het een klein vissersdorpje, rondom de Schwedagonpagode. In 1755 veroverde koning Alaungpaya Dagon, en noemde het toen Yangon. Het was tijdens de twee jaar durende oorlog tussen Engeland en Myanmar Brits grondgebied. Na de oorlog werd het weer eigendom van de Birmanen. In 1841 werd de stad verwoest door een stadsbrand.

### Rangoon tijdens de kolonisatie
Tijdens de tweede Brits-Birmaanse oorlog nam Engeland heel Laag-Myanmar in en daarbij ook Rangoon. Tijdens deze kolonisatie veranderden ze het in het commerciële en politieke centrum van Brits-Myanmar. Na de Indiase opstand van 1857 werd Bahadur Shah II, de laatste leider van het Mogolrijk, naar Rangoon gestuurd om daar te wonen. Gebaseerd op een ontwerp van Lt. Alexander Fraser, bouwden de Britten een geplande stad met een dambordpatroon op deltaland. Het grensde in het oosten aan de Pazundaungkreek en in het westen aan de Rangoonrivier. Rangoon werd de hoofdstad van heel Brits-Myanmar toen de Britten ook Opper-Myanmar hadden veroverd in de derde Brits-Birmaanse oorlog van 1885. In de jaren 1890 kwamen er wijken bij ten noorden van het Kandawgyimeer en het Inyameer. De Britten openden ook een ziekenhuis en de Universiteit Rangoon.
Voor de Tweede Wereldoorlog was 55% van de 500.000 inwoners Indiaas, Zuid-Aziatisch en een derde was Bamar. De Karen, Chinezen en Britten maakten deel uit van de rest.
Rangoon werd de hoofdstad van de Birmese Unie op 4 januari 1948, de dag dat Myanmar onafhankelijk werd van Engeland.

### Yangon in het heden
Kort na de onafhankelijkheid van Myanmar in 1948 werden vele koloniale namen van straten, parken en plaatsen veranderd naar nationalistische Myanmarese namen. In 1989 veranderde de militaire dictatuur de Engelse transliteratie van ရန်ကုန် in "Yangon". Dit deden ze ook met vele andere plaatsnamen in Myanmar.
Sinds de onafhankelijkheid is Yangon ook naar buiten gegroeid. Er werden satellietsteden gebouwd zoals, Thaketa, Noord-Okkalapa, Zuid Okkalapa, Hlaingthaya, Shwepyitha en Zuid-Dagon. Groot Yangon bestaat uit een gebied ter grootte van bijna 600 km².
Tijdens het isolationistische regime van Ne Win (1962—'88) verslechterde de infrastructuur van toen nog Rangoon door slecht onderhoud, waardoor het niet op gelijke tred met de groeiende bevolking kon meegroeien. In de jaren '90 trok het meer open marktbeleid binnen- en buitenlandse investeringen, waardoor een zekere mate van moderniteit aan de infrastructuur van de stad kon worden toegevoegd. Sommige bewoners van de binnenstad moesten gedwongen verhuizen naar de nieuwe satellietsteden. Veel gebouwen uit de koloniale periode werden gesloopt om plaats te maken voor hotels, kantoorgebouwen en winkelcentra, waardoor het stadsbestuur in 1996 ongeveer tweehonderd gebouwen op de lijst met stadserfgoed van Yangon moest zetten.
Grote bouwprojecten hebben geleid tot zes nieuwe bruggen en vijf snelwegen die naar het industriële achterland leiden. Toch leeft een groot deel van Yangon zonder fundamentele gemeentelijke diensten zoals het hele etmaal elektriciteit en een frequente afval ophaaldienst.
Yangon is meer autochtoon Myanmarees geworden sinds de onafhankelijkheid. Na de onafhankelijkheid vertrokken veel Zuid-Aziaten en Britse Myanmarezen uit het land. Tijdens het xenofobische regime van Ne Win vertrokken er nog veel meer Zuid-Aziaten onder druk. Er bestaan niettemin nog steeds tamelijk grote gemeenschappen van Zuid-Aziaten en Chinezen in Yangon.
De stad was het centrum van grote protesten in 1974, 1988 en 2007 tegen de overheid.
In november 2005 wees de militaire overheid Naypyidaw, een geplande stad 320 km ten noorden van Yangon, aan als de nieuwe bestuurlijke hoofdstad en verplaatste vervolgens een groot deel van de overheid naar de nieuwe stad. Hoe dan ook blijft Yangon de grootste stad en het belangrijkste commerciële centrum van Myanmar.
In mei 2008 werd Yangon door cycloon Nargis getroffen. Terwijl er maar enkele slachtoffers te betreuren waren, was driekwart van de infrastructuur en industrie van Yangon vernield of beschadigd. De schade werd geschat op US$800.000.000.

## Bevolking
Yangon is verreweg de grootste stad van Myanmar met circa 5,16 miljoen inwoners in 2014, terwijl het stedelijk gebied 7.360.703 inwoners had. Een schatting van de Verenigde Naties schatte het aantal inwoners in 2010 nog op 4,35 miljoen en het United States Department of State schatte het aantal in 2009 op 5,5 miljoen inwoners. De bevolking van de stad groeide vooral snel na 1948, toen veel inheemse Birmezen uit andere delen van het land naar de nieuw gebouwde satellietsteden verhuisden. De inheemse Bamar vormen de grootste etnische groep van het land, maar er bestaan ook grote gemeenschappen van Indiase Birmezen en Chinese Birmezen. Ook wonen Rakhine en Karen in de stad. 
Met een bruto geboortecijfer van 15,9‰ (in 2014) had Yangon het laagste geboortecijfer in Myanmar. Een vrouw in Yangon krijgt gemiddeld 1,8 kinderen gedurende haar vruchtbare periode, terwijl dit landelijk 2,5 kinderen per vrouw bedroeg. De gemiddelde leeftijd was 28,3 jaar: het aandeel van de bevolking tussen 0 en 14 jaar was 23,4%, tussen 15 en 64 jaar 70,9% en ten slotte was 5,6% van de bevolking 65 jaar en ouder.
In 2014 kon 97,2% van de bevolking lezen en schrijven: 98,5% van de mannen en 96,2% van de vrouwen.

### Religie
De grootste religie in Yangon is het boeddhisme, maar er zijn ook islamitische en christelijke minderheden.
| Religieuze samenstelling (2014) | Religieuze samenstelling (2014) | Religieuze samenstelling (2014) | Religieuze samenstelling (2014) | Religieuze samenstelling (2014) |
| ------------------------------- | ------------------------------- | ------------------------------- | ------------------------------- | ------------------------------- |
|                                 |                                 |                                 |                                 |                                 |
| Boeddhisme                      | Boeddhisme                      |                                 | 91,0%                           | 91,0%                           |
| Islam                           | Islam                           |                                 | 4,7%                            | 4,7%                            |
| Christendom                     | Christendom                     |                                 | 3,2%                            | 3,2%                            |
| Hindoeïsme                      | Hindoeïsme                      |                                 | 1,0%                            | 1,0%                            |
| Geen/Overig                     | Geen/Overig                     |                                 | 0,1%                            | 0,1%                            |

## Stadsbeeld

Kaart van Yangon

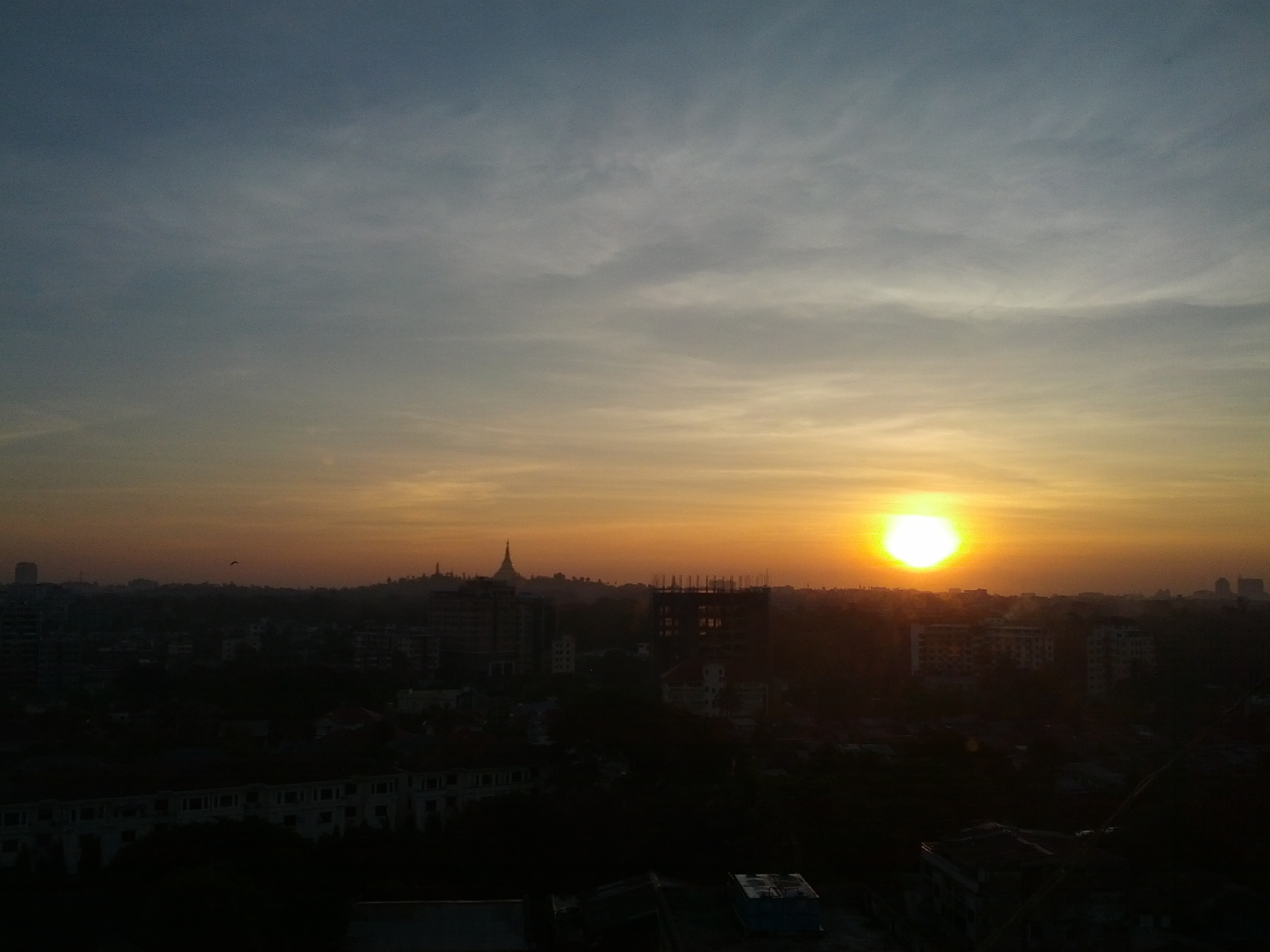
Zonsopgang in Yangon

Tot halverwege de jaren '90 bleef het grondgebied van Yangon voornamelijk beperkt tot het schiereiland tussen de drie rivieren. Mensen trokken naar de stad, maar de stad groeide niet in omvang. Vanaf halverwege de jaren '80 begon de stad uit te breiden tot waar nu het vliegveld ligt.

### Architectuur
Het centrum staat bekend om de bladerrijke boulevards en de fin de siècle architectuur. De voormalig Britse koloniale hoofdstad heeft de meeste gebouwen uit de koloniale periode in Zuidoost-Azië. Het centrum bestaat voornamelijk nog uit vervallen koloniale gebouwen. Het voormalig hooggerechtshof, de voormalige gebouwen van het secretariaat en enkele hotels zijn goede voorbeelden van een vervlogen tijdperk. De meeste gebouwen in de binnenstad uit dit tijdperk zijn vier verdiepingen tellende residentiële en commerciële gebouwen. Ondanks hun imperfecte staat, blijven de gebouwen zeer gewild en duur.
In 1996 introduceerde het Stadsontwikkelingscomité Yangon een stadserfgoedlijst met daarin opgenomen: oude gebouwen en bouwwerken die niet verbouwd kunnen worden of afgebroken worden zonder toestemming. In 2012 werd er een vijftigjarig surseance opgelegd op het slopen van gebouwen die ouder dan vijftig jaar zijn. De Erfgoed Stichting Yangon, opgericht door Thant Myint-U, heeft als doelstelling, het creëren van erfgoedzones in het centrum van Yangon en het werven van investeerders, zodat de gebouwen voor commerciële doeleinden gerenoveerd kunnen worden.

## Bestuur
Yangon wordt bestuurd door het Stadsontwikkelingcomité van Yangon (ရန်ကုန်မြို့တော် စည်ပင်သာယာရေး ကော်မတီ; YCDC). YCDC bemoeit zich ook met de planologie van de stad. De stad is onderverdeeld in vier districten, met daar onder in totaal 33 townships. De huidige burgemeester van Myanmar is Hla Myint. Elk township wordt bestuurd door een comité van de leiders van het township, wie beslissingen maken over de verfraaiing en infrastructuur. Myo-thit (satellietsteden) vallen buiten deze regeling.

### Townships
| Centrum                             | Ahlon Township · Bahan Township · Dagon Township · Kyauktada Township · Kyimyindaing Township · Lanmadaw Township · Latha Township · Pabedan Township · Sanchaung Township · Seikkan Township                                      |
| Oostelijk district                  | Botataung Township · Dagon Seikkan Township · East Dagon Township · North Dagon Township · North Okkalapa Township · Pazundaung Township · South Dagon Township · South Okkalapa Township · Thingangyun Township                   |
| Noordelijk district                 | Hlaing Township · Hlaingthaya Township · Insein Township · Kamayut Township · Mayangon Township · Mingaladon Township · Shwepyitha Township · Yankin Township                                                                      |
| Zuidelijk district                  | Dala Township · Dawbon Township · Mingala Taungnyunt Township · Seikkyi Kanaungto Township · Tamwe Township · Thaketa Township |
| Townships buiten de stad van Yangon | Cocokyun Township · Hlegu Township · Hmawbi Township · Htantabin Township · Kawhmu Township · Kayan Township · Kungyangon Township · Kyauktan Township · Taikkyi Township · Thanlyin Township · Thongwa Township · Twante Township |

## Transport
Yangon is het belangrijkste binnenlandse en internationale centrum voor lucht-, spoor-, en grondtransport van Myanmar.

### Lucht
De Internationale Luchthaven Yangon ligt 19 km van het centrum verwijderd en is de belangrijkste toegangspoort van het land voor binnenlandse en internationale vliegreizen. Het heeft directe vluchten naar grote steden in Azië: Dhaka, Hanoi, Ho Chi Minhstad, Hongkong, Tokio, Peking, Seoul, Guangzhou, Taipei, Bangkok, Kuala Lumpur, Kunming en Singapore. Hoewel nationale luchtvaartmaatschappijen vluchten naar twintig binnenlandse bestemmingen aanbieden, wordt er vooral naar toeristische bestemmingen zoals, Pagan, Mandalay, Heho, Thandwe en de hoofdstad Naypyidaw gevlogen.

### Spoorwegen
Centraal Station Yangon is het belangrijkste kopstation van de Birmaanse Spoorwegen.
De Circulaire Spoorweg Yangon is een 45,9 km lang forensisch spoorwegnet, dat Yangon met haar randgemeenten verbindt en 39 stations telt. Het spoorwegnet wordt veel gebruikt door de lokale bevolking, met dagelijks ongeveer 150.000 verkochte kaartjes. De populariteit van de spoorlijn is gestegen nadat de overheid in augustus 2007 de subsidies op benzine verlaagde.

### Bussen en auto's
Yangon heeft 4456 km aan autowegen, inclusief onverharde wegen anno 2011. Veel van de wegen zijn in slechte toestand en niet breed genoeg om het toenemende aantal personenauto's te accommoderen. De overgrote meerderheid Rangonezen kan zich geen auto veroorloven en moet een beroep doen op een uitgebreid netwerk van bussen om zich te vervoeren. Meer dan 300 vervoersmaatschappijen exploiteren circa 6300 overvolle bussen in Rangoon, die dagelijks 4,4 miljoen passagiers vervoeren. Alle bussen en 80% van de taxi's rijden op cng, volgens het regeringsbesluit van 2005 om kosten te besparen op de import van olie. Snelwegbussen die naar andere steden rijden, vertrekken vanaf busstations in Rangoon.
Vervoer in Rangoon is zeer duur voor de meeste van haar burgers, zeker omdat er van de overheid per jaar maar een honderdtal auto's geïmporteerd mogen worden in een land met 50 miljoen inwoners. Daarom zijn de prijzen van auto's in Rangoon (en Myanmar) een van de hoogste ter wereld. In juli 2008 kostten de twee meest populaire auto's in Rangoon, een Nissan Sunny Super Saloon uit 1986 en een Toyota Corolla SE Limited uit 1988, respectievelijk $20.000 en $29.000. Een sportauto die voor $50.000 geïmporteerd werd, werd verkocht voor $250.000. Illegaal geïmporteerde auto's zijn goedkoper, vaak ongeveer de helft goedkoper dan legaal geïmporteerde auto's. Niettemin stijgt het autogebruik in Rangoon aanzienlijk, wat gezien wordt als een stijgende welvaart. Dit zorgt wel al voor veel files in de straten van Rangoon, omdat er nauwelijks snelwegen aanwezig zijn. In 2011 had Rangoon ongeveer 300.000 geregistreerde auto's en een onbekend aantal ongeregistreerde auto's.
Binnen de grenzen van Rangoon is het verboden om op fietstaxi's, fietsen en motorfietsen te rijden. In mei 2003 werd claxonneren er in zes townships verboden om de geluidshinder te verminderen. Dit verbod werd in april 2004 in heel de stad ingevoerd. Sinds februari 2010 is het in sommige townships verboden om buslijnen met pick-ups uit te voeren.

## Geografie
Yangon ligt ter hoogte van het convergentiepunt van de Yangonrivier en de Bagorivier, ongeveer 30 km van de Golf van Martaban vandaan op 16°48' Noord, 96°09' Oost. De standaard tijdzone van Yangon is UTC+6:30.

### Klimaat
Yangon heeft een typisch moessonklimaat volgens de klimaatclassificatie van Köppen. De stad heeft een lang regenseizoen van mei tot en met oktober en een droogseizoen van november tot en met april.
| Maand                          | jan  | feb  | mrt  | apr  | mei  | jun  | jul  | aug  | sep  | okt  | nov  | dec  | Jaar  |
| ------------------------------ | ---- | ---- | ---- | ---- | ---- | ---- | ---- | ---- | ---- | ---- | ---- | ---- | ----- |
| Hoogste maximum (°C)           | 37,8 | 38,3 | 39,4 | 41,1 | 40,6 | 36,7 | 33,9 | 33,9 | 34,4 | 35,0 | 35,0 | 35,6 | 41,1  |
| Gemiddeld maximum (°C)         | 33,2 | 34,5 | 36,0 | 37,0 | 33,4 | 30,2 | 29,7 | 29,6 | 30,4 | 31,5 | 32,0 | 31,5 | 32,3  |
| Gemiddelde temperatuur (°C)    | 25,1 | 26,9 | 28,8 | 30,7 | 29,2 | 27,4 | 26,9 | 26,9 | 27,3 | 27,9 | 27,2 | 25,3 | 27,5  |
| Gemiddeld minimum (°C)         | 17,9 | 19,3 | 21,6 | 24,3 | 25,0 | 24,5 | 24,1 | 24,1 | 24,2 | 24,2 | 22,4 | 19,0 | 22,6  |
| Laagste minimum (°C)           | 12,8 | 13,3 | 16,1 | 20,0 | 20,6 | 21,7 | 21,1 | 20,0 | 22,2 | 21,7 | 16,1 | 12,8 | 12,8  |
|                                |      |      |      |      |      |      |      |      |      |      |      |      |       |
| Neerslag (mm)                  | 5    | 2    | 7    | 15   | 303  | 547  | 559  | 602  | 368  | 206  | 60   | 7    | 2.681 |
| Regendagen (dag)               | 0,2  | 0,2  | 0,4  | 1,6  | 12,6 | 25,3 | 26,2 | 26,1 | 19,5 | 12,2 | 4,8  | 0,2  | 129,3 |
| Relatieve luchtvochtigheid (%) | 62   | 66   | 69   | 66   | 73   | 85   | 86   | 87   | 85   | 78   | 71   | 65   | 74,5  |

## Stedenband
- Kathmandu, Nepal[bron?]
- Fuchū, Japan[bron?]
- Yangzhou, China (1997)[31]
- Kunming, China (2008)[bron?]
- Nanning, China (2009)[32]
- Ho Chi Minhstad, Vietnam (2012)[33]
- San Francisco, Verenigde Staten (2013)[bron?]

## Bekende inwoners van Yangon

### Geboren
- Abraham Sofaer (1896-1988), Amerikaans acteur
- Peter Townsend (1914–1995), Brits piloot (officier van de Royal Air Force) en auteur
- Ranganathan Francis (1920–1975), Indiaas hockeyer
- Henry Kamen (1936), Brits historicus
- Helen (1938), actrice
- Aung San Suu Kyi (1945), politica en Nobelprijswinnares (1991)
- Nick Drake (1948-1974), gitarist en zanger
- James Wilby (1958), Brits acteur
- Zarganar (1961), komiek, filmmaker en acteur

### Overleden
- Wilhelmus Johannes Mosselman, ridder en officier Militaire Willems-Orde (overleden als krijgsgevangene)

## Galerij

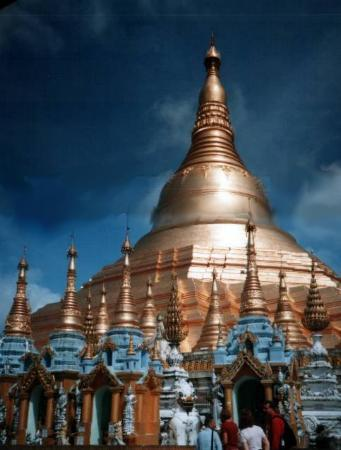
Schwedagonpagode in Yangon
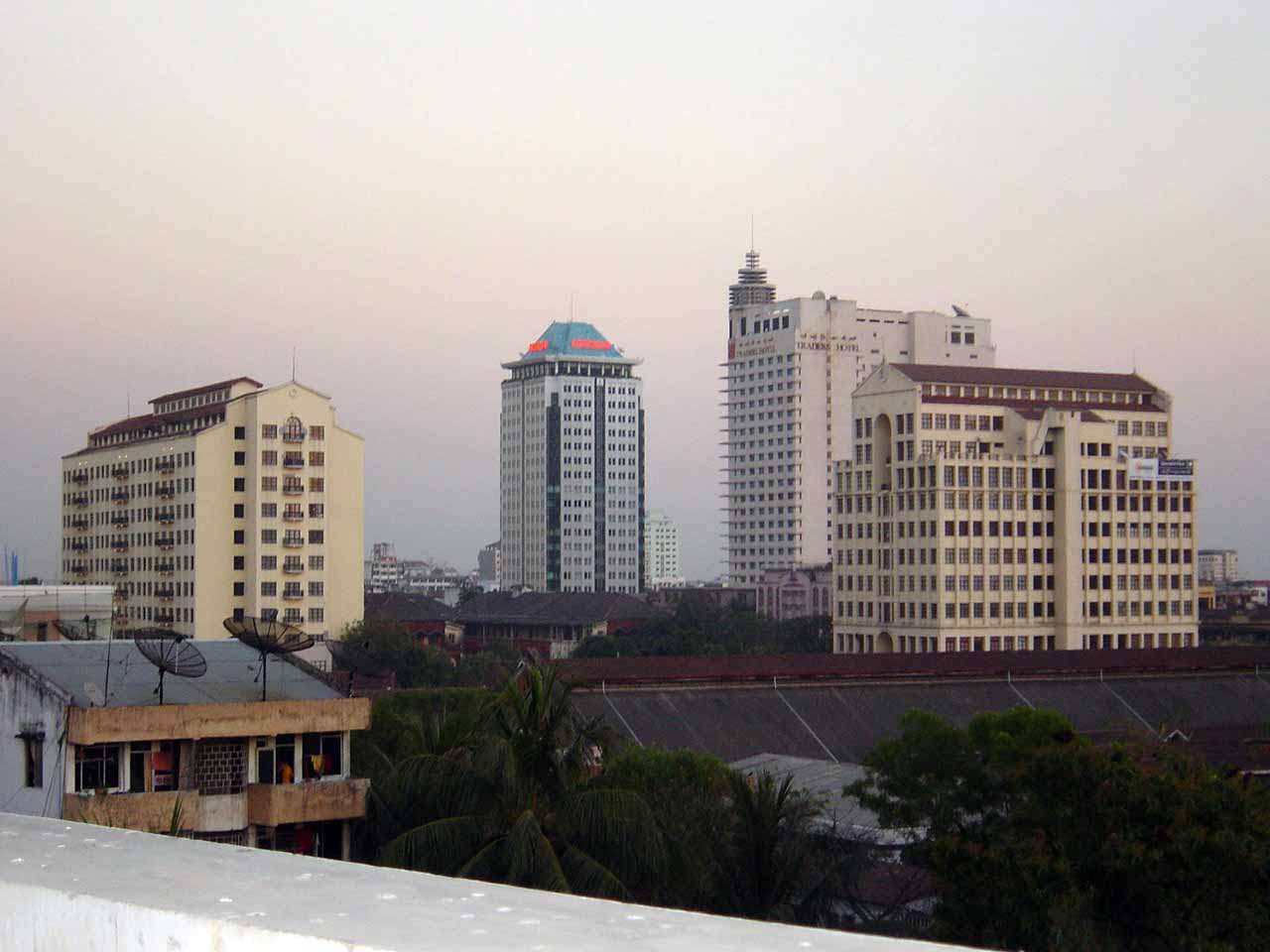
Het centrum van Yangon in de avond (2006)